# شحيطه

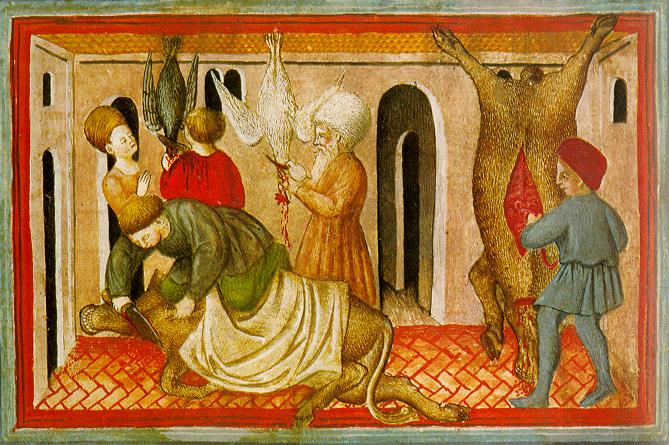
شحيطه (ذبح يهودي)

شحيطه (بالعبرية: שחיטה) هي أحكام ذبح الطيور والحيوانات الثديية في اليهودية، حيث يذبح الحيوان بقطع عنقه بسكين حادة لإخراج الدم.
إذا كان لحم أعلى الأطراف أو الجذع لحيوان ثديي كوشر يحضر لأكل اليهود، فيجب إجراء نيقور أي إزالة الأوردة والشحم والأوتار. وبسبب تكلفة هذه العملية ينتهي قسم كبير من لحم الكوشر المذبوح حسب شحيطه في الولايات المتحدة إلى محلات لحوم غير كوشر.

## القوانين المحلية
تمنع قوانين السويد والنرويج وآيسلندا ذبح الشحيطه.

## الأهمية في التراث اليهودي
لا توجد أحكام الشحيطة في نص التوراة، لكن ينسبها اليهود الأرثوذكس إلى التوراة الشفهية.